# Шилдс, Кларесса
Кларе́сса Шилдс (англ. Claressa Shields, родилась 17 марта 1995 года во Флинте) — американская женщина-боксер. Чемпионка мира в 1-й средней (WBC, 2020—2021; WBO, 2020—2022; WBA, 2021; IBF, 2021; The Ring, 2021), средней (WBA, 2018—н. в.; IBF, 2018—н. в.; WBC, 2018—н. в.; WBO, 2019—2020; The Ring, 2019—н. в.) и 2-й средней (WBC, 2017—2018; IBF, 2017—2019) весовых категориях. Абсолютная чемпионка мира в 1-й средней (2021) и средней (2019—2020) и супертяжелой (2024—н.в)  весовых категориях.
Двукратная олимпийская чемпионка (2012, 2016). Первая американская олимпийская чемпионка в боксе. Первая обладательница Кубка Вэла Баркера среди женщин (2016). Двукратная чемпионка мира (2014, 2016). Чемпионка Панамериканских игр (2015).

## Биография
Родилась 17 марта 1995 года во Флинте, штат Мичиган. Её отец отсидел в тюрьме 7 лет и вышел на свободу, когда Кларессе было 9 лет. Отец, Бо Шилдс, был боксёром и участвовал в подпольных боях. Однажды Бо отвёл свою дочь в зал и, с тех пор, она стала мечтать о карьере боксёра. Сам отец считал этот вид спорта исключительно мужским и не хотел, чтобы Кларесса занималась боксом. Тем не менее, когда девочке было 11 лет, он всё-таки привёл её в зал. Она стала тренироваться в Berston Field House под руководством Джейсона Кратчфилда в родном Флинте.

## Любительская карьера

### Чемпионат мира 2012
Выступала в средней весовой категории (до 75 кг). В 1/32 финала победила индианку Пуджу Рани. В 1/16 финала проиграла англичанке Саванне Маршалл.

### Олимпийские игры 2012
Выступала в средней весовой категории (до 75 кг). В четвертьфинале победила шведку Анну Лаурелль. В полуфинале победила казахстанку Марину Вольнову. В финале победила россиянку Надежду Торлопову.
В сентябре 2013 года стала победительницей чемпионата мира среди юношей и юниоров в средней весовой категории (до 75 кг).

### Чемпионат США 2014
Выступала в средней весовой категории (до 75 кг). В полуфинале победила Ракель Миллер. В финале победила Франчон Крюс.

### Чемпионат мира 2014
Выступала в средней весовой категории (до 75 кг). В 1/16 финала победила угандийку Хелен Балеке. В 1/8 финала победила польку Лидию Фидуру. В четвертьфинале победила россиянку Ярославу Якушину. В полуфинале победила канадку Арьан Фортен. В финале победила китаянку Ли Цянь.

### Чемпионат США 2015
Выступала в средней весовой категории (до 75 кг). В полуфинале победила Чатикуу Хемингуэй. В финале победила Ракель Миллер.

### Панамериканские игры 2015
Выступала в средней весовой категории (до 75 кг). В четвертьфинале победила бразильянку Флавию Фигейреду. В полуфинале победила аргентинку Люсию Перес. В финале победила доминиканку Енебьер Гуильен.

### Чемпионат мира 2016
Выступала в средней весовой категории (до 75 кг). В 1/16 финала победила немку Сару Шойрих. В 1/8 финала победила узбекистанку Нафисахон Аскарову. В четвертьфинале победила казахстанку Виолетту Князеву. В полуфинале победила Чэнь Няньчин их Китайского Тайбэя. В финале победила нидерландку Наухку Фонтейн.

### Олимпийские игры 2016
Выступала в средней весовой категории (до 75 кг). В четвертьфинале победила россиянку Ярославу Якушину. В полуфинале победила казахстанку Даригу Шакимову. В финале победила нидерландку Наухку Фонтейн. Стала первой обладательницей Кубка Вэла Баркера среди женщин.

## Профессиональная карьера
Дебютировала на профессиональном ринге 19 ноября 2016 года в рамках вечера Ковалёв — Уорд. Одержала победу по очкам.
В июне 2017 года подписала контракт с промоутерской компанией «Salita Promotions» Дмитрия Салиты.

### Чемпионский бой с Никки Адлер
4 августа 2017 года встретилась с чемпионкой мира во 2-м среднем весе по версии WBC не имеющей поражений немкой Никки Адлер. На кону также стоял вакантный титул IBF. Шилдс нокаутировала свою соперницу в 5-м раунде.
12 января 2018 года встретилась с экс-чемпионкой мира в трёх весовых категориях не имеющей поражений американкой Тори Нельсон. Поединок продлился все 10 раундов. Победила единогласным решением судей и защитила свои титулы (WBC и IBF) во 2-м среднем весе.

### Чемпионский бой с Ханной Габриэль
22 июня 2018 года встретилась с экс-чемпионкой мира в двух весовых категориях костариканкой Ханной Габриэль. На кону стояли вакантные титулы чемпионки мира в среднем весе по версиям WBA и IBF. Шилдс одержала победу по очкам.
17 ноября 2018 года победила по очкам британку Ханну Ранкин и защитила титулы WBA и IBF в среднем весе. Также завоевала вакантный титул WBC.
8 декабря 2018 года победила бельгийку Фемке Херманс.
Была признана «Бойцом года» (2018) среди женщин по версии BWAA.

### Объединительный чемпионский бой с Кристиной Хаммер
13 апреля 2019 года встретилась с чемпионкой мира в среднем весе по версии WBO не имеющей поражений немкой Кристиной Хаммер. Одержала победу единогласным решением судей и стала абсолютной чемпионкой мира в среднем весе.

### Чемпионский бой с Иваной Хабазин
10 января 2020 года встретилась с экс-чемпионкой мира в полусреднем весе хорваткой Иваной Хабазин. На кону стояли вакантные титулы чемпионки мира в 1-м среднем весе по версиям WBC и WBO. Одержала победу по очкам.

### Объединительный чемпионский бой с Мари-Эв Дикер
5 марта 2021 года встретилась с чемпионкой мира в 1-м среднем весе по версии IBF не имеющей поражений канадкой Мари-Эв Дикер. На кону также стояли вакантные титулы WBA и The Ring. Победила по очкам.
5 февраля 2022 года победила не имевшую поражений словенку Эму Козин и защитила титулы в среднем весе.

### Вызов чемпионам мужского бокса
После победы над Кристиной Хаммер, Шилдс вызвала на бой Сесилию Брекхус, а также чемпионов средних весовых категорий Геннадия Головкина, Шона Портера, Кита Турмана. Большинство опрошенных экспертов (Флойд Мейвезер-старший, Остин Траут, Майк Маккаллум и др.) заявило, что это сумасшествие, но были и такие, кто заявил, что у Шилдс есть реальные шансы на победу, некоторые даже назвали её «лучшим боксёром вне зависимости от пола». Тем временем, Геннадий Головкин заявил журналистам: «Мне нравится эта девушка, мне нравится она как боец. Она достойна похвал за её последний бой. Она вообще молодец! Она очень чётко презентовала бокс. Она действительно заслуживает поздравления».

### Чемпионский бой с Лэни Дэниелс
26 июля 2025 года в Детройте (США) в главном событии вечера сразилась с чемпионкой полутяжёлого веса Лэни Дэниелс (11-3-2, 1 КО) из Новой Зеландии. Дениелс сразу стала убегать по рингу, суетиться и избегать силового обмена ударами. Шилдс выцеливала поджимая лишая пространства. В конце первого раунда Лэни стала троллить чемпионку и кривляться. Во втором раунде пошли акцентированные попадания от Шилдс. Дениелс смогла выдержать удары. Во второй половине Дэниелс нахваталась ударов, устала, но смогла достоять. В первую очередь потому что Шилдс решил поработать от защиты. В финальном раунде Лэни даже смотрелась хорошо и получила от 2 судей 10-9. Это был единственный раунд где который она выиграла. Кларесса Шилдс защитила все пояса в супертяжелом женском весе.

## Статистика боёв
В таблице перечислены результаты всех поединков боксёров.
В каждой строке указан результат поединка. Дополнительно номер поединка обозначен цветом, который обозначает итог поединка. Расшифровка обозначений и цветов представлена в нижеследующей таблице.
| Пример | Расшифровка                     |
| ------ | ------------------------------- |
|        | Победа                          |
|        | Ничья                           |
|        | Поражение                       |
|        | Планируемый поединок            |
|        | Поединок признан несостоявшимся |
| КО     | Нокаут                          |
| ТКО    | Технический нокаут              |
| PTS    | Решение судей (по очкам)        |
| UD     | Единогласное решение судей      |
| MD     | Решение большинства судей       |
| SD     | Раздельное решение судей        |
| RTD    | Отказ от продолжения боя        |
| DQ     | Дисквалификация                 |
| NC     | Поединок признан несостоявшимся |

| 17 поединков, 17 побед (3 нокаутом). | 17 поединков, 17 побед (3 нокаутом). | 17 поединков, 17 побед (3 нокаутом). | 17 поединков, 17 побед (3 нокаутом).                        | 17 поединков, 17 побед (3 нокаутом). | 17 поединков, 17 побед (3 нокаутом). |
| Бой                                  | Дата                                 | Соперник                             | Место проведения                                            | Результат                            | Примечание |
| ------------------------------------ | ------------------------------------ | ------------------------------------ | ----------------------------------------------------------- | ------------------------------------ | --- |
| 14                                   | 3 июня 2023                          | Марисела Корнехо (16-5-0)            | Литтл Сизарс-арена, Детройт, Мичиган, США                   | UD (10)                              | Бой за титулы чемпиона мира по версиям WBC (2-я защита Шилдс), WBA (2-я защита Шилдс), IBF (2-я защита Шилдс), WBO (1-я защита Шилдс), WBF (2-я защита Шилдс) и The Ring (2-я защита Шилдс) в среднем весе (female middleweight). |
| 13                                   | 15 октября 2022                      | Саванна Маршалл (12-0-0)             | O2 Арена, Лондон, Англия, Великобритания                    | UD (10)                              | Бой за титулы чемпиона мира по версиям WBC (1-я защита Шилдс), WBA (1-я защита Шилдс), IBF (1-я защита Шилдс), WBO (вакантный титул), WBF (1-я защита Шилдс) и The Ring (1-я защита Шилдс) в среднем весе (female middleweight).  |
| 12                                   | 5 февраля 2022                       | Эма Козин (21-0-1)                   | Cardiff International Arena, Кардифф, Уэльс, Великобритания | UD (10)                              | Бой за титулы чемпиона мира по версиям WBC, WBA, IBF, WBF и The Ring в среднем весе (female middleweight). Счёт: 100-90 (все). |
| 11                                   | 5 марта 2021                         | Мари-Эв Дикер (17-0)                 | Dort Financial Center, Флинт, Мичиган, США                  | UD (10)                              | Бой за титулы чемпиона мира по версиям WBC (1-я защита Шилдс), WBA (вакантный титул), IBF (4-я защита Дикер), WBO (1-я защита Шилдс) и The Ring (вакантный титул) в 1-м среднем весе. Счёт: 100-90 (все).                         |
| 10                                   | 10 января 2020                       | Ивана Хабазин (20-3)                 | Ocean Casino Resort, Атлантик-Сити, Нью-Джерси, США         | UD (10)                              | Бой за вакантные титулы чемпиона мира в 1-м среднем весе по версиям WBC и WBO. Счёт: 100-90, 99-89, 100-89. |
| 9                                    | 13 апреля 2019                       | Кристина Хаммер (24-0-0)             | Boardwalk Hall, Атлантик-Сити, Нью-Джерси, США              | UD (10)                              | Защита титулов WBC (2-я защита Шилдс), WBA (3-я защита Шилдс), IBF (3-я защита Шилдс) и WBO (13-я защита Хаммер) в среднем весе. Вакантный титул The Ring в среднем весе. Счёт: 98-92 (трижды).                                   |
| 8                                    | 8 декабря 2018                       | Фемке Херманс (9-1)                  | Стабхаб Сентер, Карсон, Калифорния, США                     | UD (10)                              | Защита титулов WBC (1-я защита Шилдс), WBA (2-я защита Шилдс) и IBF (2-я защита Шилдс) в среднем весе. Счёт: 100-90 (трижды). |
| 7                                    | 17 ноября 2018                       | Ханна Ранкин (5-2)                   | Kansas Star Arena, Малвейн, Канзас, США                     | UD (10)                              | Бой за вакантный титул чемпиона мира в среднем весе по версии WBC, защита титулов WBA и IBF (1-я защита Шилдс). Счёт: 100-90 (трижды).                                                                                            |
| 6                                    | 22 июня 2018                         | Ханна Габриэль (18-1-1)              | Masonic Temple, Детройт, Мичиган, США                       | UD (10)                              | Бой за вакантные титулы чемпиона мира по версиям WBA и IBF в среднем весе. Шилдс в нокдауне в 1-м раунде. Счёт: 98-91 и 97-92 (дважды).                                                                                           |
| 5                                    | 12 января 2018                       | Тори Нельсон (17-0-3)                | Turning Stone Resort Casino, Верона, Нью-Йорк, США          | UD (10)                              | Бой за титулы чемпиона мира по версиям WBC (1-я защита Шилдс), IBF (1-я защита Шилдс) во 2-м среднем весе. Счёт: 100-90 (все). |
| 4                                    | 4 августа 2017                       | Никки Адлер (16-0-0)                 | MGM Grand Detroit, Детройт, Мичиган, США                    | TKO 5 (10), 1:34                     | Бой за титулы чемпиона мира по версиям WBC (3-я защита Адлер), IBF (вакантный титул) во 2-м среднем весе. |
| 3                                    | 16 июня 2017                         | Сидни Леблан (4-1-1)                 | Masonic Temple, Детройт, Мичиган, США                       | UD (8)                               | Бой за вакантный титул WBC Silver во 2-м среднем весе. Счёт судей: 80-72 (все). |
| 2                                    | 10 марта 2017                        | Сильвия Сабадош (15-8-0)             | MGM Grand Detroit, Детройт, Мичиган, США                    | TKO 4 (6), 1:30                      | Бой за вакантный титул NABF в среднем весе. |
| 1                                    | 19 ноября 2016                       | Франчон Крюс (дебют)                 | T-Mobile Arena, Лас-Вегас, Невада, США                      | UD 4 (4)                             | Счёт судей: 40-36 (все). |
| Бой                                  | Дата                                 | Соперник                             | Место проведения                                            | Результат                            | Примечание |

## Титулы

### Любительские
- 2012.  Олимпийская чемпионка в среднем весе (до 75 кг).
- 2013.  Победительница юношеского чемпионата мира в среднем весе (до 75 кг).
- 2014.  Чемпионка США в среднем весе (до 75 кг).
- 2014.  Чемпионка мира в среднем весе (до 75 кг).
- 2015.  Чемпионка США в среднем весе (до 75 кг).
- 2015.  Чемпионка Панамериканских игр в среднем весе (до 75 кг).
- 2016.  Чемпионка мира в среднем весе (до 75 кг).
- 2016.  Олимпийская чемпионка в среднем весе (до 75 кг).

### Профессиональные

#### Региональные и второстепенные
- Титул NABF в среднем весе (2017).
- Титул WBC Silver во 2-м среднем весе (2017).
- Чемпионка мира в среднем весе по версии WBF (2022—н. в.).

#### Мировые
- Чемпионка мира во 2-м среднем весе по версии WBC (2017—2018).
- Чемпионка мира во 2-м среднем весе по версии IBF (2017—2019).
- Чемпионка мира в среднем весе по версии WBA (2018—н. в.).
- Чемпионка мира в среднем весе по версии IBF (2018—н. в.).
- Чемпионка мира в среднем весе по версии WBC (2018—н. в.).
- Чемпионка мира в среднем весе по версии WBO (2022—н.в.)
- Чемпионка мира в среднем весе по версии WBF (2022—н.в.)
- Чемпионка мира в среднем весе по версии The Ring (2019—н. в.).
- Чемпионка мира в 1-м среднем весе по версии WBC (2020—2021).
- Чемпионка мира в 1-м среднем весе по версии WBO (2020—2022).
- Чемпионка мира в 1-м среднем весе по версии WBA (2021).
- Чемпионка мира в 1-м среднем весе по версии IBF (2021).
- Чемпионка мира в 1-м среднем весе по версии The Ring (2021).

## Награды
- Обладательница Кубка Вэла Баркера (2016).
- «Боец года» среди женщин по версии BWAA (2018).